# Twilight Imperium
Twilight Imperium je strategická desková hra, určená pro 3 až 6 hráčů, vydávaná vydavatelstvím Fantasy Flight Games. Hra postupně vyšla ve čtyřech edicích a je známá velmi dlouhou dobou hraní. Tematicky se jedná o Space operu. Hráči se ujímají vedení jedné z galaktických civilizací a snaží se dosáhnout co největšího vlivu.

## 1. edice
První edice byla vydána roku 1997. Hra se hraje na variabilním plánu, sestaveném z šestiúhelníkových dílů. Na ně hráči umísťují své jednotky, pomocí kterých kolonizují planety a bojují. Hráči také mohou zkoumat nové technologie, obchodovat a hlasovat o galaktických zákonech. Důležitou součástí hry je tedy vyjednávání mezi hráči. Tuto edici je možné hrát i ve dvou hráčích.

### Rozšíření
- Borderlands
- The Outer Rim
- Distant Suns

## 2. edice
Druhá edice byla vydána roku 2000. Od první edice se liší především grafikou a některými novými kartami a podmínkami vítězství. Stejně jako první edici je možné ji hrát ve dvou hráčích.

### Rozšíření
- Hope's end

## 3. edice
Třetí edice byla vydána v roce 2005. Od druhé edice se liší zakomponováním mechanik inspirovaných Euro hrami, jako je například Puerto Rico, a výrazným přepracováním fází kola.

### Rozšíření
- Shattered Empire
- Shards of the Throne

## 4. edice
Čtvrtá edice byla vydána roku 2017. Původně měla být vydána prostřednictvím Kickstarteru, ale od toho nakonec vydavatel upustil kvůli přílišným nákladům. Od druhé edice se liší především zakomponováním prvků z rozšíření a drobnými změnami pravidel. Tato edice byla lokalizována a vydána v česku vydavatelstvím Blackfire.

### 1. edice
- Karta hry na serveru Board Game Geek

### 2. edice
- Karta hry na serveru Board Game Geek
- Karta hry na serveru Zatrolené hry

### 3. edice
- Karta hry na serveru Board Game Geek
- Karta hry na serveru Zatrolené hry
- Karta hry na serveru Hrajeme.cz

### 4. edice
- Karta hry na serveru Board Game Geek
- Karta hry na serveru Zatrolené hry
- Karta hry na serveru Hrajeme.cz
- Oficiální stránka hry